# Тетрабрахиевые
Тетрабрахиевые (лат. Tetrabrachiidae) — семейство лучепёрых рыб отряда удильщикообразных. Встречаются в прибрежных водах у западного и северного побережья Австралии, южного побережья Новой Гвинеи и южных Молуккских островов.

## Описание
Тело сильно сжато с боков. Рот маленький. Маленькие глаза расположены на верху головы. На затылке явно выраженный горб. Плавательный пузырь отсутствует. В спинном плавнике 14—17 мягких лучей, а в анальном 8—12 мягких лучей. Грудной плавник с 9 лучами, подразделён на две части или цельный. На нёбе зубы отсутствуют. Максимальная длина тела 7 см.

## Классификация
В составе семейства выделяют два монотипических  рода:
- Dibrachichthys с единственным видом Dibrachichthys melanurus. Род выделен в 2009 году [4].
- Tetrabrachium с единственным видом Tetrabrachium ocellatum.